# Luísa Francisca de Bourbon
Luísa Francisca de Bourbon (em francês:  Louise Françoise de Bourbon; 1 de junho de 1673 — 16 de junho de 1743), foi a mais velha das filhas sobreviventes da relação entre o rei de França Luis XIV e Francisca Atenas. Dizem que ela foi nomeada em homenagem a sua madrinha, Luísa de La Vallière, a mulher que sua mãe havia substituído como amante do rei. Antes de seu casamento, ela era conhecida na corte como Mademoiselle de Nantes.

## Biografia
Louise Françoise nasceu em Tournai em 1 de junho de 1673, enquanto seus pais, o rei Luís XIV e Françoise-Athénais de Rochechouart estavam em turnê militar; sua tia materna, a marquesa de Thianges, também estava lá. Depois de voltar de Tournai, seus pais colocaram ela e seus irmãos mais velhos aos cuidados de uma conhecida de sua mãe, a viúva Madame Scarron.
Em 19 de dezembro de 1673, Luís XIV legitimou os filhos que tivera com sua amante em um processo de legitimação reconhecido com cartas patentes do Parlamento de Paris. Na época de sua legitimação, seu irmão mais velho, Luís Augusto de Bourbon, recebeu o título de duque do Maine; o próximo irmão mais velho, Luís César de Bourbon, tornou-se o conde de Vexin, enquanto Luísa recebeu o título de cortesia de Mademoiselle de Nantes. Seus pais a apelidaram de Poupotte após sua aparência de boneca.
No ano seguinte ao seu nascimento, outro irmão se juntou a Maine, Vexin e Luísa em sua residência em Paris. O futuro Mademoiselle de Tours nascera no Château de Saint-Germain-en-Laye em 18 de novembro de 1674. A jovem Luísa  Maria Ana de Bourbon, Mademoiselle de Tours foi legitimada em 1676 e se tornaria uma grande amiga de mademoiselle de Nantes. A morte de sua irmã mais nova, em 1681, com apenas 6 anos, afetou-a profundamente.
Após a morte de Mademoiselle de Tours, Madame de Montespan escreveu ao duque do Maine:
Eu não falo da minha dor, você é naturalmente bom demais para não ter experimentado por si mesmo. Quanto a Mademoiselle de Nantes, ela sentiu tão profundamente como se tivesse vinte anos e recebeu as visitas da Rainha e Madame La Dauphine.

## Casamento

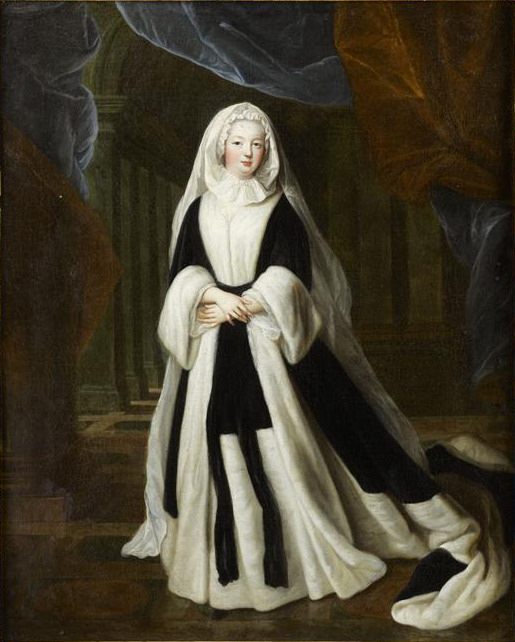
Luísa Francisca em vestes de viúva, de Pierre Gobert, 1737.

Em 25 de maio de 1685, aos onze anos de idade, Luísa, casou-se com Luis de Bourbon, um primo distante de dezesseis anos de seu pai. Seu marido era filho de Henrique Julio, Principe de Condé, filho do chefe da Casa de Condé, ramo da cadete da Casa de Bourbon. Sua mãe era Ana Henriqueta da Baviera. Luís XIV deu à filha um grande dote de um milhão de libras sobre o casamento dela. 
Na corte, o marido de Luísa era conhecido pelo título de cortesia do duque de Bourbon, e foi tratado como Monsieur le Duc. Como resultado, sua nova esposa ficou conhecida como Madame la Duchesse.
Algum tempo depois de seu casamento em 1686, enquanto o tribunal estava em residência no Palácio de Fontainebleau, Luísa contraiu varíola. Enquanto seu marido de dezessete anos de idade não ajudava a recuperá-la, sua mãe e seu avô, Luís, Grande Condé, o faziam. Luísa se recuperou, mas Luís morreu no mês de novembro seguinte depois de ter apanhado sua doença. Louise Françoise e seu marido acabaram tendo nove filhos, todos os quais sobreviveram até a idade adulta.

## Morte
Luísa de Bourbon morreu em 16 de junho de 1743, aos setenta anos, no Palais Bourbon. Ela foi enterrada no Carmelo du Faubourg Saint-Jacques, um convento carmelita na margem esquerda do Quartier Latin de Paris.

## Descendência
1. Maria Gabriela Leonor de Bourbon (1690-1760, Abadessa de Saint-Antoines-des-Champs;
2. Luís Henrique de Bourbon (1692-1740), Duque de Bourbon e Príncipe de Condé;
3. Luísa Isabel de Bourbon (1693-1775), Princesa de Conti com Luís Armando
4. Luísa Ana de Bourbon (1695-1768), Mademoiselle de Charolais
5. Maria Ana de Bourbon (1697-1741), Mademoiselle de Clermont, Duquesa de Joyeuse con Luís de Melun;
6. Carlos de Bourbon (1700-1760), Conde de Charolais;
7. Henriqueta Luisa Maria Francisca Gabriela de Bourbon (1703-1772), Mademoiselle de Vermandois, Abadessa de Beaumont-lès-Tours;
8. Isabel Alexandrina de Bourbon (1705-1765); Mademoiselle de Sens;
9. Luís de Bourbon (1709-1771), Conde Clermont, Abade de Saint-Germain-des-Près.